# Anna Jachnina

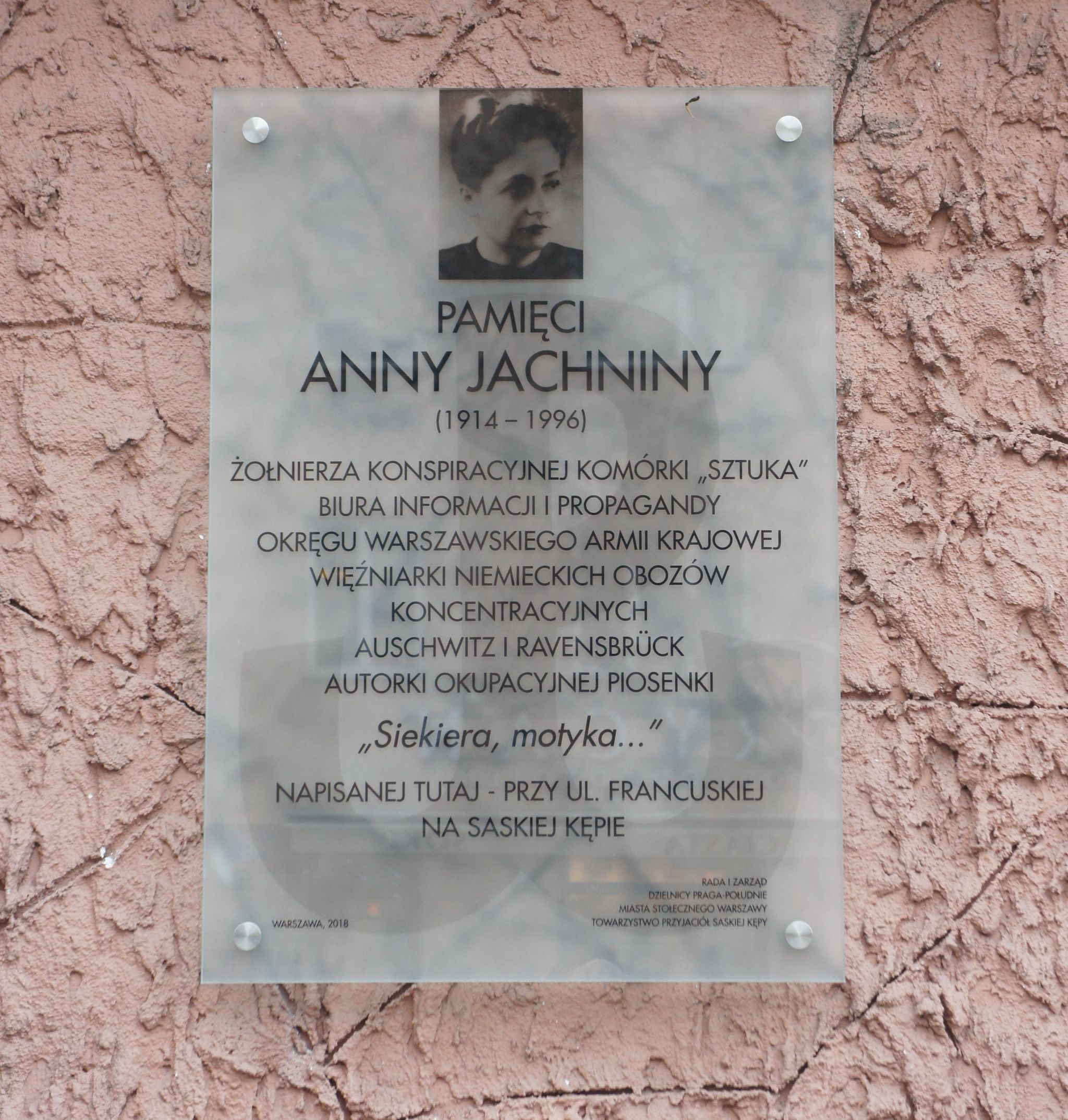
Tablica pamiątkowa przy ul. Francuskiej 15 w Warszawie

Anna Jachnina (ur. 26 maja 1914 w Ciechocinku, zm. 20 lipca 1996 w Bydgoszczy) – polska reporterka radiowa, autorka tekstu piosenki Siekiera, motyka.

## Życiorys
Urodziła się w rodzinie Leopolda Grzeleckiego (1865–1932), urzędnika i ogrodnika w Państwowym Zakładzie Zdrojowym w Ciechocinku, i Józefy z domu Czaki (1880–1952). Miała trzy starsze siostry: Marię, Stanisławę i Zofię oraz młodszego brata Antoniego. W 1933 ukończyła Liceum ss. Urszulanek „Oświata i Wychowanie” we Włocławku, w 1933 uzyskała tzw. dużą maturę. 26 października 1935 wyszła za mąż za Juliana Jachnę (1907–1981), kapitana 36 Pułku Piechoty Legii Akademickiej i zamieszkała z nim w Warszawie, gdzie pracowała społecznie w żołnierskim teatrze amatorskim i świetlicach wojskowych. W 1937 urodziła córkę Jolantę, która na skutek powikłań po zapaleniu płuc zmarła 1 października 1939. 
Po wybuchu II wojny światowej pracowała w szpitalu, od listopada 1941 służyła w Związku Walki Zbrojnej, od lutego 1942 w Armii Krajowej, ps. „Hanna”, „Hanka”, pracowała w komórce „Sztuka” i tzw. „KOPR” (Komisji Propagandy) Biura Informacji i Propagandy AK. Zimą 1942, prawdopodobnie w mieszkaniu przy ul. Francuskiej na Saskiej Kępie, napisała słowa piosenki Siekiera, motyka. Zredagowała też broszury Anegdoty i dowcipy wojenne (z Marianem Ruth Buczkowskim) i Posłuchajcie ludzie. W tym samym roku wygrała konspiracyjny konkurs na „pamiętnik z oblężonej Warszawy” (jej praca została opublikowana w broszurze Pamiętniki z obrony Warszawy we wrześniu 1942). W listopadzie 1942 została aresztowana przez gestapo i trafiła na Pawiak i jeszcze w 1942 do obozu w Auschwitz (numer obozowy 25990). W październiku 1944 została przeniesiona do obozu w Ravensbrück, skąd została uwolniona w kwietniu 1945 w ramach akcji hrabiego Folke Bernadotte. 
Od maja 1945 przebywała w Szwecji (Aneby i Vrigstad), gdzie przebywała na leczeniu. Do Polski powróciła w 1946 i na krótko zamieszkała z mężem w Gdańsku. Tam pracowała w Biurze Odbudowy Portu, w Oddziale Społecznym, w Sekcji Kulturalno-Oświatowej, m.in. redagowała cotygodniowy biuletyn „Z Dnia na Dzień”. W Gdyni urodziła syna Jacka (1947–1985), późniejszego prawnika. W 1947 zamieszkała w Bydgoszczy. Od 1948 do przejścia na emeryturę w 1974 była pracownikiem Rozgłośni Regionalnej Polskiego Radia w Bydgoszczy. Była m.in. kierownikiem redakcji kulturalnej oraz regionalnej oraz zastępcą kierownika audycji literackich. Współpracując przez wiele lat z Redakcją Muzyczną Polskiego Radia w Warszawie, napisała wiele artykułów poświęconych zagadnieniom kultury ludowej, które publikowały czasopisma: „Gazeta Pomorska”, „Ilustrowany Kurier Polski”, „Polskie Radio i Telewizja”, „Pomorze” i inne. 
Od 1950 dokumentowała sztukę i kulturę ludową, której poświęciła ponad 300 audycji radiowych. Nagrania prezentowano na antenie radiowej w cyklach pt. „Śladami etnografa”, „Śladami Kolberga”, „Ocalić od zapomnienia” oraz audycjach, m.in. „Wyzwolenie kosiarza”, „Ścięcie kani”, „Przywoływki”, „Podkoziołek”, „Klub Kawalerów”. Na podstawie nagrań Jachniny wydano „Śpiewnik Pałucki”, „Śpiewnik Kaszubski” i „Śpiewnik Kujawski”, do których napisała słowo wstępne.
Ponad 800 taśm magnetofonowych przekazała Muzeum Etnograficznemu w Toruniu. Opracowała rozdział „Sztuka Ludowa” w książce Bydgoskie w XX-leciu oraz historię Wicka Rogali w zbiorze reportaży Przebudzenie zaścianka. Organizowała także wystawy i konkursy folklorystyczne, uczestniczyła w przygotowaniu licznych publikacji poświęconych kulturze ludowej, w tym śpiewników.
W latach 1955–1970 była członkiem Toruńskiego Oddziału Polskiego Towarzystwa Ludoznawczego. Należała do założycieli Kujawsko-Pomorskiego Towarzystwa Kulturalnego w Bydgoszczy, była członkiem jego zarządu, oraz przewodniczącą sekcji kultury ludowej.
Wnukiem Anny Jachniny jest ceniony trębacz jazzowy Wojciech Jachna.
Zmarła w 1996 w Bydgoszczy, pochowana na cmentarzu katolickim św. Wincentego à Paulo.

## Ordery i odznaczenia
- Krzyż Kawalerski Orderu Odrodzenia Polski (1972)[2]
- Srebrny Krzyż Zasługi (1954)[1]
- Krzyż Armii Krajowej[2]
- Medal Stolema (1975)[7]
- Odznaka „Zasłużony Działacz Kultury”[4]

## Nagrody i wyróżnienia
- Nagroda Artystyczna Wojewódzkiej Rady Narodowej w Bydgoszczy[4]
- Nagroda Polskiego Radia „Złoty Mikrofon” za zdobywanie dokumentów folkloru polskiego (1970)
- Nagroda im. Oskara Kolberga w kategorii: działalność naukowa, dokumentacyjna, animacja i upowszechnianie kultury (1979)[8]
- Nagroda Towarzystwa Przyjaciół Muzeum Etnograficznego w Toruniu za zasługi dla poznania, ochrony i popularyzacji kultury ludowej Pomorza i Kujaw (1985)[2]

## Upamiętnienie
W 2018 przy ul. Francuskiej 15 w Warszawie odsłonięto tablicę poświęconą pamięci Anny Jachniny.